# Minardi M193
Chronologie des modèles (1993-1994)
Minardi M192 Minardi M194
La Minardi M193 est la monoplace de Formule 1 engagée par la Scuderia Minardi lors de la saison 1993 et le début de la saison 1994 de Formule 1. Elle est pilotée en 1993 par le Brésilien Christian Fittipaldi, les Italiens Fabrizio Barbazza et Pierluigi Martini et le Français Jean-Marc Gounon. En 1994, elle est pilotée par les Italiens Martini et Michele Alboreto.

## Saison 1993

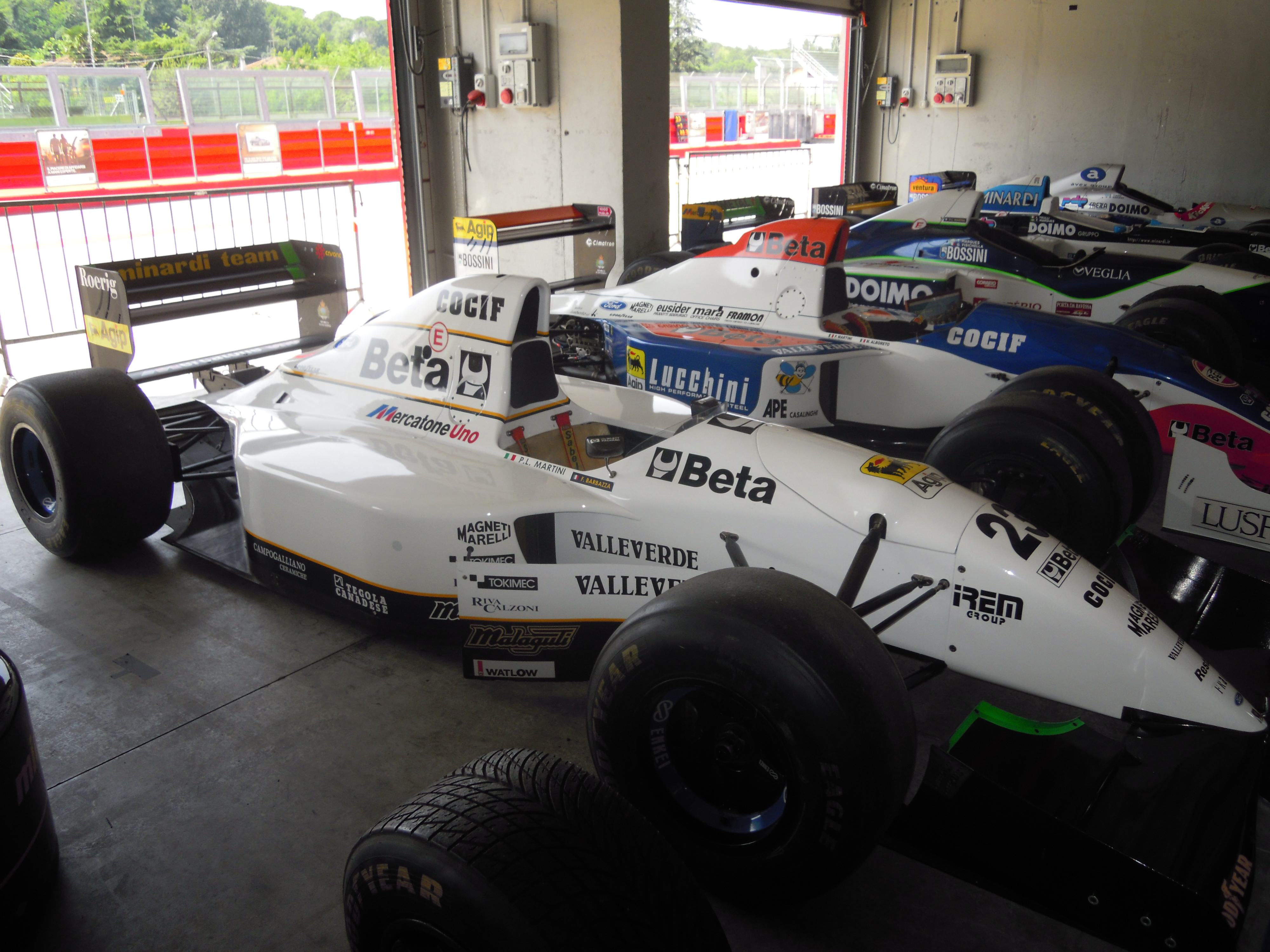
La Minardi M193 exposée à l'Autodromo Enzo e Dino Ferrari.

La saison 1993 commence par une quatrième place de Fittipaldi au Grand Prix d'Afrique du Sud alors que Barbazza abandonne au seizième tour à la suite d'un accrochage avec le pilote Footwork Racing Aguri Suzuki. Si au Brésil, aucun pilote ne rallie l'arrivée, Barbazza se classe sixième du Grand Prix d'Europe, juste devant son coéquipier, marquant ainsi son premier point dans la discipline,,. À Saint-Marin, Barbazza récidive, alors qu'il s'est élancé depuis la vingt-cinquième et dernière position sur la ligne de départ. Ce sera néanmoins son dernier point marqué en Formule 1,.
À Monaco, Fittipaldi marque les points de la cinquième place, à deux tours du vainqueur Ayrton Senna alors qu'il s'est élancé depuis la dix-septième place, tandis que Barbazza, une nouvelle fois parti dernier, termine onzième,. La suite de la saison est plus difficile pour l'écurie italienne qui devient incapable de terminer dans les points. À partir du Grand Prix de Grande-Bretagne, Minardi, lassée par les faibles performances en qualifications de Barbazza, le remplace par Pierluigi Martini qui abandonnera au trente-et-unième tour de la course à cause de problèmes physiques.

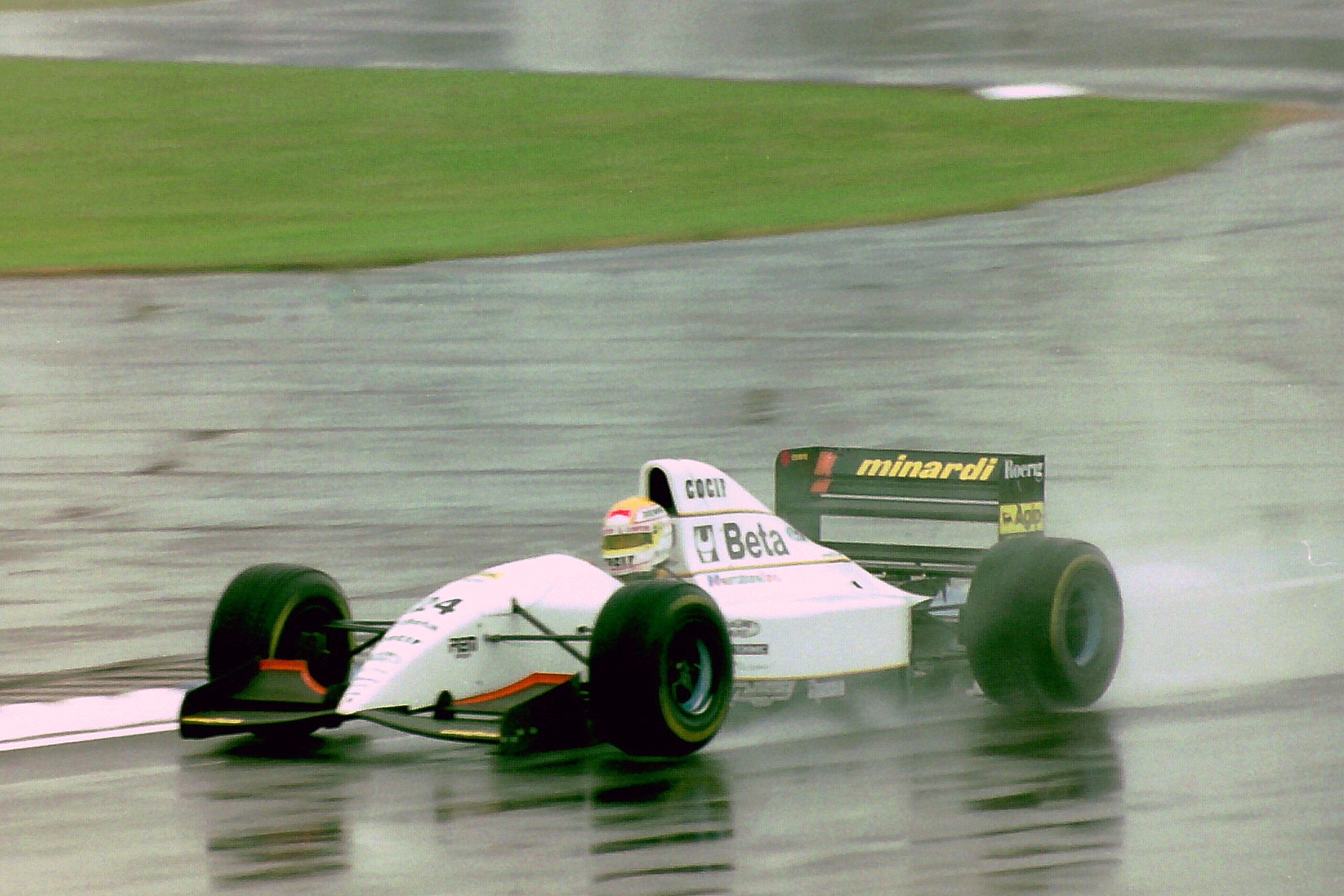
Pierluigi Martini à bord de la Minardi M193 lors des essais libres du Grand Prix de Grande-Bretagne 1993.

Les performances de la M193 ne s'améliorent pas malgré l'arrivée de Martini qui stagne dans les dernières lignes de la grille de départ. En Hongrie, Martini et Fittipaldi se qualifient en septième et quatorzième positions, réalisant leurs meilleures performances en qualifications de la saison. En course, Fittipaldi abandonne au bout de vingt-deux tours, tout comme son coéquipier, qui abandonne au cinquante-neuvième tour alors qu'il était dans les points tout au long de l'épreuve,. En Italie et au Portugal, les deux pilotes terminent dans les dix premiers, sans pour autant marquer de points,. La manche transalpine est marquée par l'accrochage entre les deux voitures sur la ligne d'arrivée, qui envoie Fittipaldi en salto arrière.
Pour les deux dernières manches du championnat, Minardi remplace Fittipaldi par le Français Jean-Marc Gounon. Pour sa première course de sa carrière, au Japon Gounon, qualifié en vingt-quatrième position, abandonne volontairement dès le vingt-sixième tour, alors que Martini, élancé depuis la vingt-deuxième place, termine dixième à deux tours de Senna,. En Australie, ni Martini, ni Gounon ne terminent la course, l'Italien abandonnant au cinquième tour sur problème de boîte de vitesses alors que le Français part en tête-à-queue au trente-quatrième tour.
À la fin de la saison 1993, la Scuderia Minardi termine à la huitième place du championnat des constructeurs avec sept points. Christian Fittipaldi se classe quatorzième du championnat des pilotes avec cinq points tandis que Fabrizio Barbazza prend la dix-neuvième place avec deux points.

## Engagement auTrofeo Indoor di Formula 1
Les 4 et 5 décembre 1993, la Scuderia Minardi participe au Trofeo Indoor di Formula 1, une épreuve d'exhibition organisée en marge du Motor Show de Bologne, une exposition internationale reconnue par l'Organisation internationale des constructeurs automobiles qui se tient dans les salons de la foire de Bologne. Bien que l'épreuve soit baptisée indoor, la piste, d'une longueur de 1 300 mètres, est située à l'extérieur des locaux de l'exposition. Pour cette sixième édition, l'écurie Jordan Grand Prix, la Scuderia Italia et la Scuderia Minardi sont engagés, ce qui leur permet d'une part de se présenter devant leur public national et d'autre part, permet aux directeurs d'écurie de nouer des contacts avec d'éventuels partenaires financiers pour compléter leur budget pour la saison à venir.
La Scuderia Minardi engage une monoplace M193 confiée à l'Italien Pierluigi Martini. Jordan Grand Prix confie deux 193 à son titulaire Rubens Barrichello et à l'Italien Vittorio Zoboli, pilote de Formule 3000 entre 1990 et 1993. Enfin, la Scuderia Italia engage deux Lola T93/30, pilotées par Michele Alboreto et Fabrizio Barbazza.
Lors du tour préliminaire, Rubens Barrichello se classe premier de l'épreuve, suivi de Pierluigi Martini et de Vittorio Zoboli. Les deux pilotes de la Scuderia Italia, Michele Alboreto et Fabrizio Barbazza prennent respectivement les quatrième et cinquième place. Barbazza est éliminé de la compétition. La phase finale se compose de deux manches à élimination directe, les pilotes devant remporter deux courses pour se qualifier à la manche suivante. Lors de la première manche, Zoboli affronte Barrichello, qui remporte le duel avec un score de deux points alors que l’Italien n’en gagne aucune. Dans l'autre demi-finale, Alboreto est opposé à Martini, qui remporte les deux courses opposant ces pilotes. Alboreto participe alors à la petite finale qui l'oppose à Zoboli. Le pilote de la Scuderia Italia est défait par le pilote Jordan qui en remporte deux. La finale oppose Pierluigi Martini à Rubens Barrichello, ce dernier remportant le trophée en remportant deux courses contre une pour son adversaire.

## Saison 1994

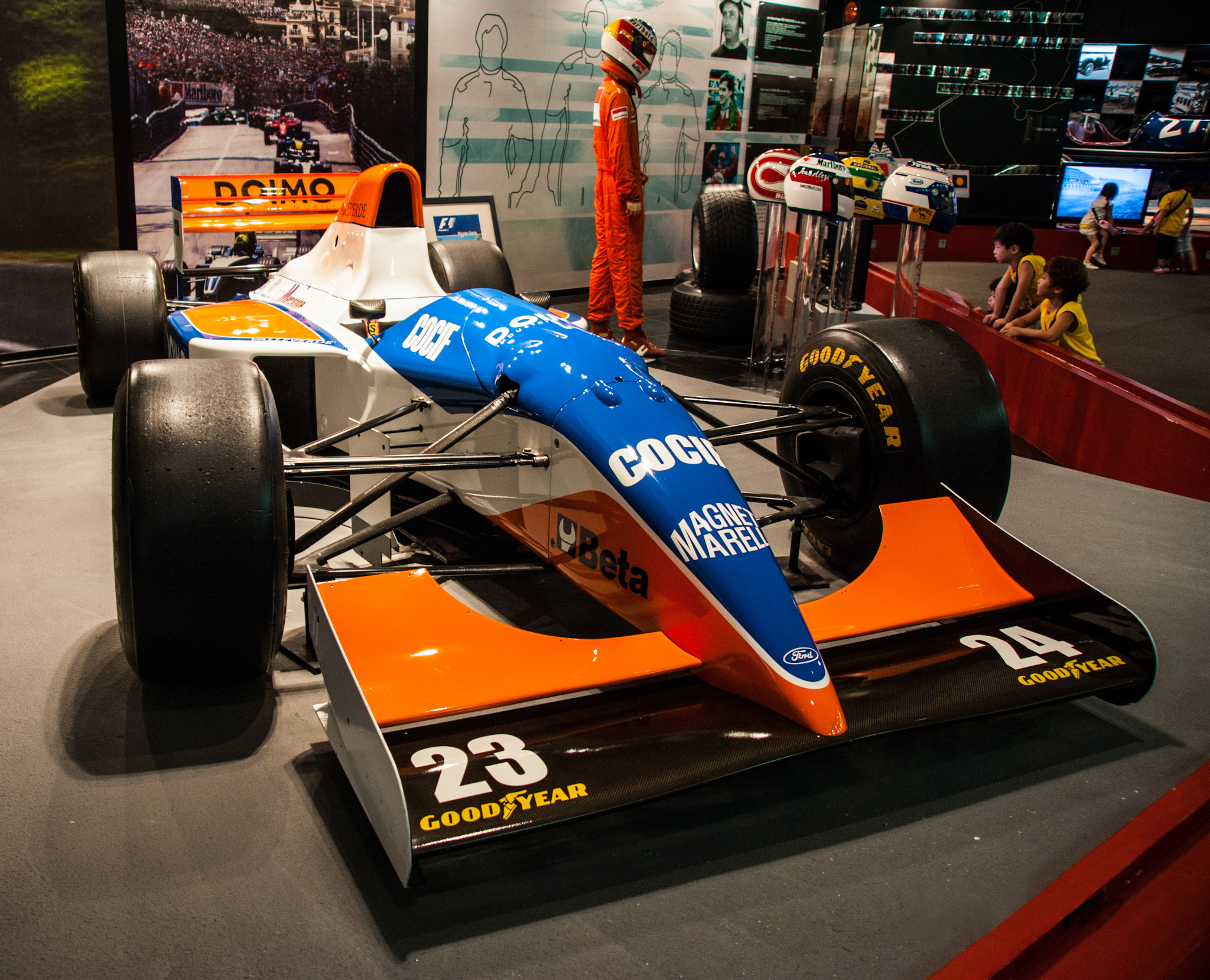
La Minardi M193B, exposée au Samsung Transportation Museum en Corée du Sud.

Le châssis M194 n'étant toujours pas prêt au début de la saison 1994, Minardi met en conformité la M193 et engage une version B de ce châssis pour les premières manches du championnat. Si Martini est reconduit, Gounon est remplacé par le vétéran italien Michele Alboreto.
Lors de la première course, au Brésil, Martini termine huitième à deux tours de Michael Schumacher, alors qu'Alboreto abandonne dès le septième tour sur un problème électrique. Au Grand Prix du Pacifique, Martini abandonne au soixante-troisième tour à la suite d'un problème de freins alors que son coéquipier s'accroche six boucles plus tard avec la Sauber C14 de Karl Wendlinger. À Saint-Marin, les deux pilotes de l'écurie italienne subissent des problèmes de fiabilité.
La Scuderia Minardi renoue avec les points dès le Grand Prix suivant, à Monaco : Alboreto, parti douzième, termine sixième à deux tours de Schumacher, alors que Martini, neuvième sur la grille de départ, abandonne dès le premier tour après s'être accroché avec Damon Hill, Mika Häkkinen et Gianni Morbidelli,. Enfin, en Espagne, dernière apparition de la M193B en Formule 1, Martini, part dix-huitième, termine cinquième à un tour de Hill alors que son coéquipier, élancé depuis la quatorzième place, abandonne au bout de quatre tours à la suite de l'explosion de son moteur,.

## Résultats en championnat du monde de Formule 1
| Saison | Écurie                  | Moteur               | Pneus    | Pilotes              | Courses | Courses | Courses | Courses | Courses | Courses | Courses | Courses | Courses | Courses | Courses | Courses | Courses | Courses | Courses | Courses | Points inscrits | Classement |
| Saison | Écurie                  | Moteur               | Pneus    | Pilotes              | 1       | 2       | 3       | 4       | 5       | 6       | 7       | 8       | 9       | 10      | 11      | 12      | 13      | 14      | 15      | 16      | Points inscrits | Classement |
| ------ | ----------------------- | -------------------- | -------- | -------------------- | ------- | ------- | ------- | ------- | ------- | ------- | ------- | ------- | ------- | ------- | ------- | ------- | ------- | ------- | ------- | ------- | --------------- | ---------- |
| 1993   | Minardi F1 Team         | Ford-Cosworth HBD V8 | Goodyear |                      | AFS     | BRÉ     | EUR     | SMR     | ESP     | MON     | CAN     | FRA     | GBR     | ALL     | HON     | BEL     | ITA     | POR     | JAP     | AUS     | 8               | 7e         |
| 1993   | Minardi F1 Team         | Ford-Cosworth HBD V8 | Goodyear | Christian Fittipaldi | 4e      | Abd     | 7e      | Abd     | 8e      | 5e      | 9e      | 8e      | 12e     | 11e     | Abd     | Abd     | 8e      | 9e      |         |         | 8               | 7e         |
| 1993   | Minardi F1 Team         | Ford-Cosworth HBD V8 | Goodyear | Fabrizio Barbazza    | Abd     | Abd     | 6e      | 6e      | Abd     | 11e     | Abd     | Abd     |         |         |         |         |         |         |         |         | 8               | 7e         |
| 1993   | Minardi F1 Team         | Ford-Cosworth HBD V8 | Goodyear | Pierluigi Martini    |         |         |         |         |         |         |         |         | Abd     | 14e     | Abd     | Abd     | 7e      | 8e      | 10e     | Abd     | 8               | 7e         |
| 1993   | Minardi F1 Team         | Ford-Cosworth HBD V8 | Goodyear | Jean-Marc Gounon     |         |         |         |         |         |         |         |         |         |         |         |         |         |         | Abd     | Abd     | 8               | 7e         |
| 1994   | Scuderia Italia Minardi | Ford-Cosworth HBD V8 | Goodyear |                      | BRÉ     | PAC     | SMR     | MON     | ESP     | CAN     | FRA     | GBR     | ALL     | HON     | BEL     | ITA     | POR     | EUR     | JAP     | AUS     | 5*              | 10e        |
| 1994   | Scuderia Italia Minardi | Ford-Cosworth HBD V8 | Goodyear | Pierluigi Martini    | 8e      | Abd     | Abd     | Abd     | 5e      |         |         |         |         |         |         |         |         |         |         |         | 5*              | 10e        |
| 1994   | Scuderia Italia Minardi | Ford-Cosworth HBD V8 | Goodyear | Michele Alboreto     | Abd     | Abd     | Abd     | 6e      | Abd     |         |         |         |         |         |         |         |         |         |         |         | 5*              | 10e        |

Légende : ici 
- * 2 points marqués avec la Minardi M194 en 1994.

## Résultats duTrofeo Indoor di Formula 11993
| Position | Pilote             | Écurie                  | Points |
| -------- | ------------------ | ----------------------- | ------ |
| 1        | Rubens Barrichello | Jordan-Hart             | 12     |
| 2        | Pierluigi Martini  | Minardi-Ford            | 10     |
| 3        | Vittorio Zoboli    | Jordan-Hart             | 8      |
| 4        | Michele Alboreto   | Scuderia Italia-Ferrari | 2      |
| 5        | Fabrizio Barbazza  | Scuderia Italia-Ferrari | 2      |

|  | Demi-finales       | Demi-finales      |                        |   | Finale | Finale |
|  | Demi-finales       | Demi-finales      |                        |   | Finale | Finale |
|  |                    |                   |                        |   |        |        |
|  |                    |                   |                        |   |        |        |
|  |                    |                   |                        |   |        |        |
|  | Rubens Barrichello | 2                 |                        |   |        |        |
|  | Rubens Barrichello | 2                 |                        |   |        |        |
|  | Vittorio Zoboli    | 0                 |                        |   |        |        |
|  | Vittorio Zoboli    | 0                 | Rubens Barrichello     | 2 |        |        |
|  |                    |                   | Rubens Barrichello     | 2 |        |        |
|  |                    | Pierluigi Martini | 1                      |   |        |        |
|  | Michele Alboreto   | Pierluigi Martini | 1                      | 0 |        |        |
|  | Michele Alboreto   |                   |                        | 0 |        |        |
|  | Pierluigi Martini  | 2                 |                        |   |        |        |
|  | Pierluigi Martini  | 2                 | Match pour la 3e place |   |        |        |
|  |                    |                   |                        |   |        |        |
|  |                    |                   |                        |   |        |        |
|  |                    |                   |                        |   |        |        |
|  | Vittorio Zoboli    | 2                 |                        |   |        |        |
|  | Vittorio Zoboli    | 2                 |                        |   |        |        |
|  | Michele Alboreto   | 0                 |                        |   |        |        |
|  | Michele Alboreto   | 0                 |                        |   |        |        |